# Ladini
I ladini sono un gruppo etnico del Nord Italia. Sono distribuiti in diverse valli, conosciute collettivamente come Ladinia. Queste includono le valli di Badia e Gherdëina in Alto Adige, le valli di Fassa in Trentino, e Livinallongo (noto anche come Buchenstein o Fodom) e Ampezzo in provincia di Belluno. La loro lingua madre è il ladino, una lingua neolatina retoromanza imparentata con le lingue romancio svizzero e il friulano. 
I ladini hanno sviluppato un'identità etnica nazionale a partire dal XIX secolo. Micurà de Rü fu il primo che cercò di sviluppare una forma scritta della lingua ladina. Al giorno d'oggi, la cultura ladina è promossa dall'istituto culturale patrocinato dal governo Istitut Ladin Micurà de Rü nel comune altoatesino di San Martin de Tor. Nello stesso comune è presente anche un museo ladino. I ladini del Trentino e del Bellunese hanno propri istituti culturali come il Majon de Fascegn a Vigo di Fassa, il Cesa de Jan a Colle Santa Lucia.
I ladini costituiscono solo il 4,53% della popolazione dell'Alto Adige. Molte delle saghe altoatesine provengono dal territorio ladino, tra cui l'epopea nazionale del popolo ladino, la saga del Regno dei Fanes. Un'altra figura della mitologia ladina è il demone Anguana.

## Comunità

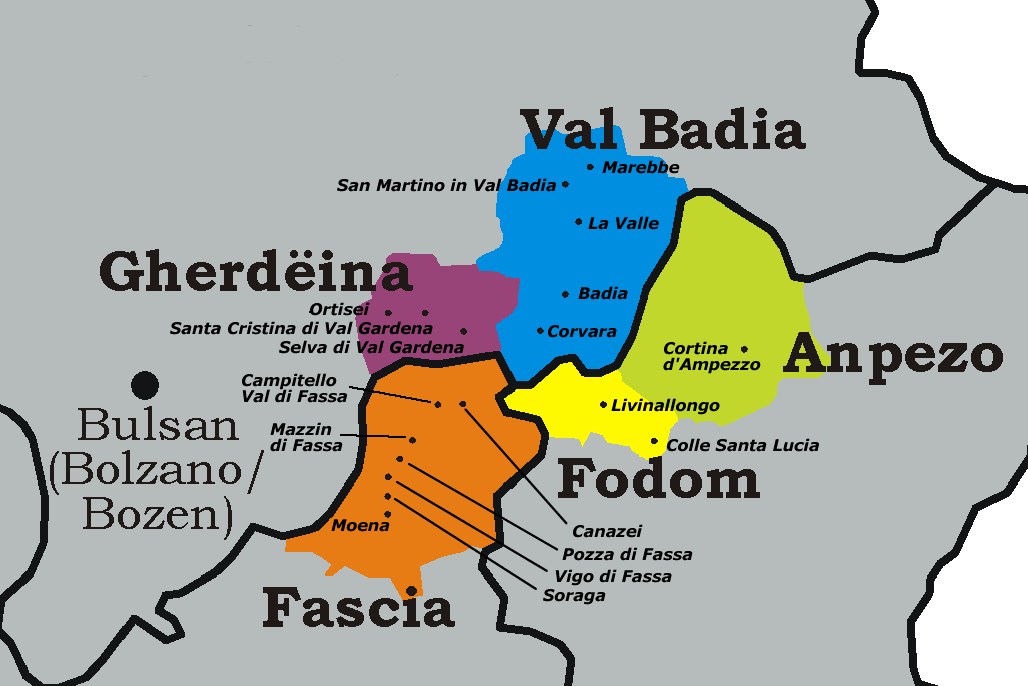
Comunità ladine nell'area centrale

| Nome ladino              | Nome italiano                | Nome tedesco            | Provincia  | Area (km²) | Popolazione |
| ------------------------ | ---------------------------- | ----------------------- | ---------- | ---------- | ----------- |
| Anpezo                   | Cortina d’Ampezzo            | Hayden                  | Belluno    | 255        | 6,150       |
| Urtijëi                  | Ortisei                      | St. Ulrich in Gröden    | Alto Adige | 24         | 4,569       |
| Badia                    | Badia                        | Abtei                   | Alto Adige | 82         | 3,237       |
| Mareo                    | Marebbe                      | Enneberg                | Alto Adige | 161        | 2,684       |
| Moéna                    | Moena                        | Moena                   | Trentino   | 82         | 2,628       |
| Sëlva                    | Selva di Val Gardena         | Wolkenstein in Gröden   | Alto Adige | 53         | 2,589       |
| Poza                     | Pozza di Fassa               | Potzach im Fassatal     | Trentino   | 73         | 1,983       |
| Cianacei                 | Canazei                      | Kanzenei                | Trentino   | 67         | 1,844       |
| Santa Cristina Gherdëina | Santa Cristina Valgardena    | St. Christina in Gröden | Alto Adige | 31         | 1,840       |
| San Martin de Tor        | San Martino in Badia         | St. Martin in Thurn     | Alto Adige | 76         | 1,727       |
| Fodom                    | Livinallongo del Col di Lana | Buchenstein             | Belluno    | 99         | 1,436       |
| Corvara                  | Corvara                      | Kurfar                  | Alto Adige | 42         | 1,266       |
| La Val                   | La Valle                     | Wengen                  | Alto Adige | 39         | 1,251       |
| Låg                      | Laghetti                     | Laag                    | Alto Adige | 23         | 1,284       |
| Vich                     | Vigo di Fassa                | Vig im Fassatal         | Trentino   | 26         | 1,142       |
| Ciampedèl                | Campitello di Fassa          | Kampidel im Fassatal    | Trentino   | 25         | 732         |
| Sorèga                   | Soraga                       | Überwasser              | Trentino   | 19         | 677         |
| Mazin                    | Mazzin                       | Mazzin                  | Trentino   | 23         | 440         |
| Col                      | Colle Santa Lucia            | Verseil                 | Belluno    | 15         | 418         |

## Galleria d'immagini

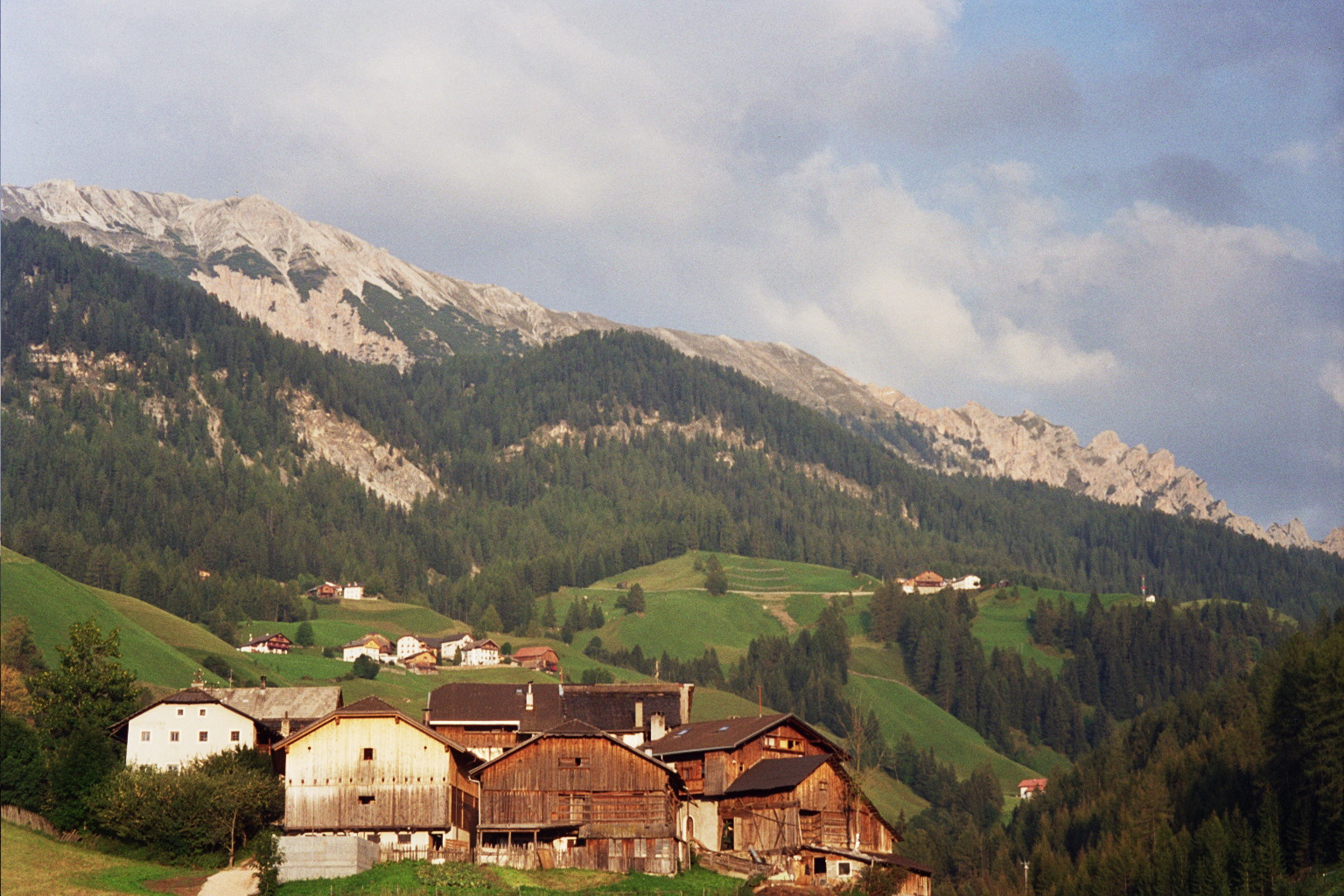
Masi ladini a La Val
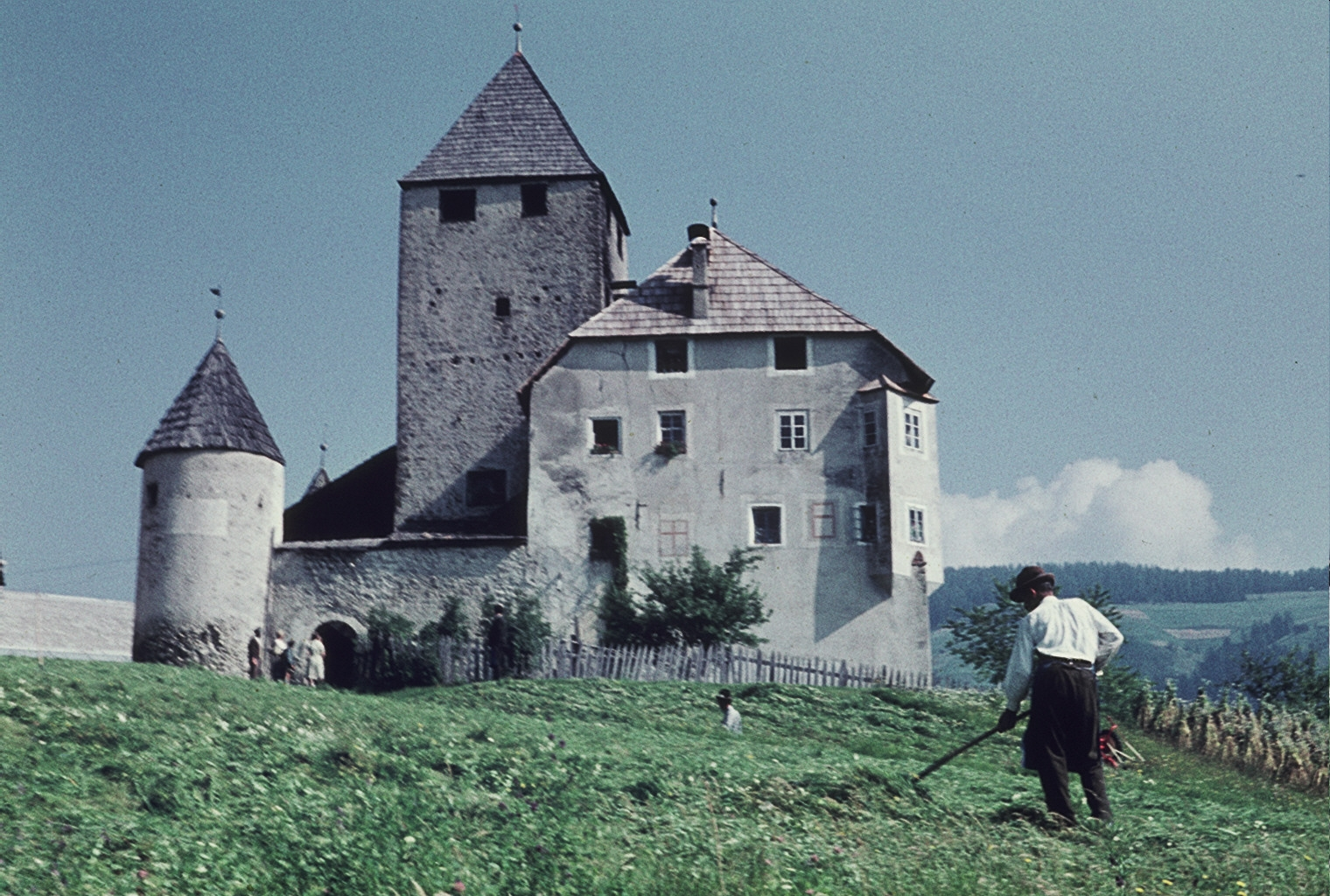
Castello Thurn, San Martin de Tor negli anni '60
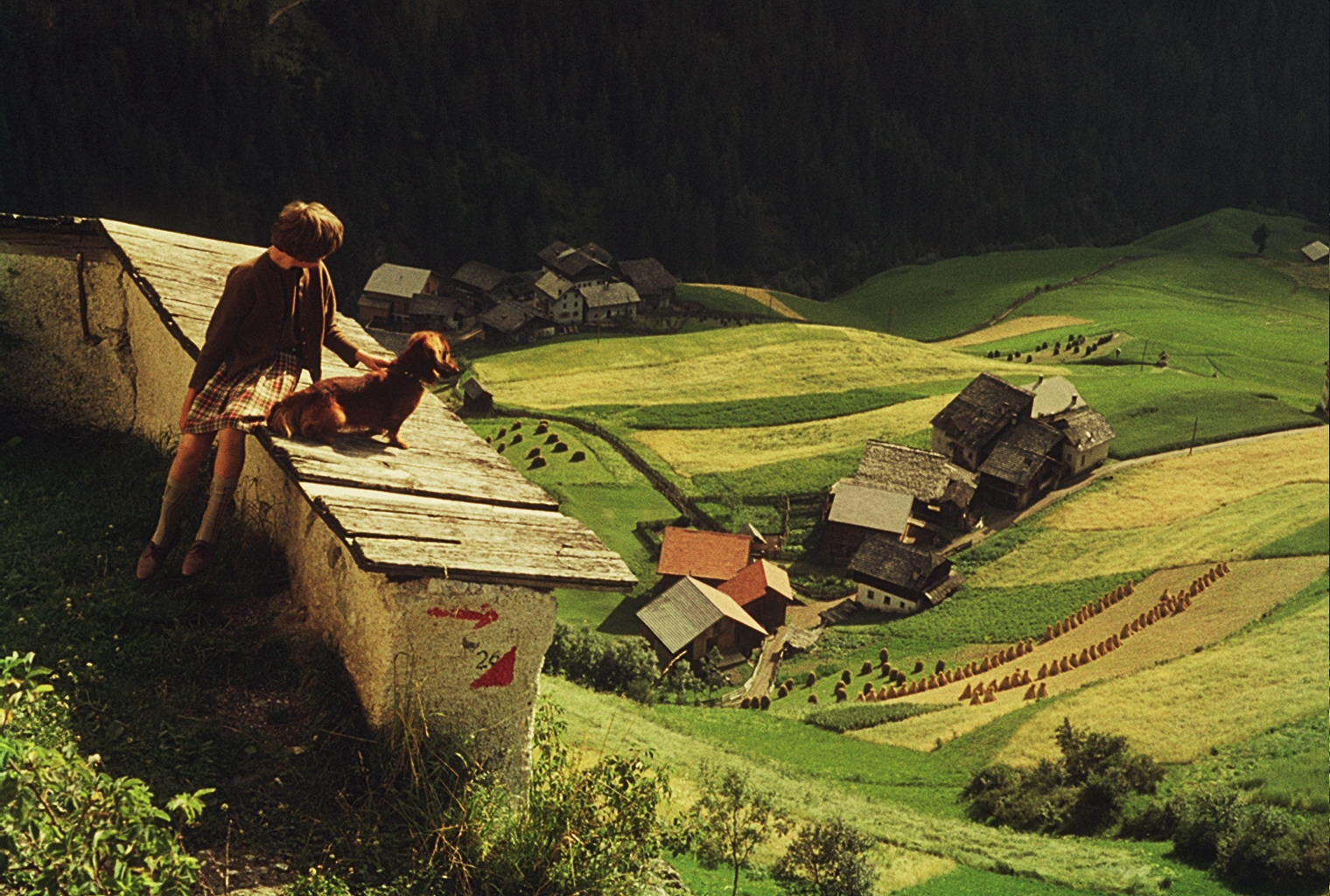
Tavella e Lunz a La Val negli anni '60.